# Unione Sportiva Salernitana 1954-1955
Questa pagina raccoglie i dati riguardanti l'Unione Sportiva Salernitana nelle competizioni ufficiali della stagione 1954-1955.

## Stagione
Una drammatica alluvione (avvenuta il 25 e 26 ottobre 1954), che colpisce Salerno insieme alle vicine Vietri sul Mare e Maiori provocando 350 morti e migliaia di case distrutte, distoglie di molto l'attenzione dei salernitani verso le attività sportive della propria squadra e nella stagione corrente, 1954-1955, i granata disputeranno un campionato alquanto mediocre, anche a causa della mancanza di risorse economiche adeguate.
Per quanto riguarda la società, si registra un cambio alla presidenza: Marcantonio Ferro lascia in favore di Roberto Spirito, che in panchina conferma l'allenatore Carpitelli, il quale verrà poi sostituito dall'allenatore in seconda Mario Saracino dopo la sconfitta subita a Brescia all'11ª giornata. Al termine del girone di andata i campani sono ultimi in classifica, ma una serie di 14 risultati utili consente alla squadra di raggiungere la salvezza, chiudendo il campionato al 12º posto.

## Divise
La divisa della Salernitana 1954-1955.
| Manica sinistra · Maglietta · Maglietta · Manica destra · Pantaloncini · Calzettoni · Calzettoni |

## Organigramma societario
Fonte
Area direttiva
- Commissario straordinario: Roberto Spirito
- Segretario: Bruno Somma

Area tecnica
- Allenatore: Enrico Carpitelli, dal 14/12/1954 Mario Saracino
- Allenatore in seconda: Mario Saracino

Area sanitaria
- Medico Sociale: Gino Bernabò
- Massaggiatore: Alberto Fresa

## Rosa
Fonte
| N. |                   | Ruolo | Calciatore         |
| -- | ----------------- | ----- | ------------------ |
|    | Italia (bandiera) | P     | Carmine Caracciolo |
|    | Italia (bandiera) | P     | Giancarlo Catarsi  |
|    | Italia (bandiera) | P     | Antonio Cerrato    |
|    | Italia (bandiera) | D     | Dino Fragni        |
|    | Italia (bandiera) | D     | Euro Galletti      |
|    | Italia (bandiera) | D     | Mauro Tuccini      |
|    | Italia (bandiera) | C     | Mario Avallone     |
|    | Italia (bandiera) | C     | Nando Barchiesi    |
|    | Italia (bandiera) | C     | Giorgio Cori       |
|    | Italia (bandiera) | C     | Aldo De Filippo    |
|    | Italia (bandiera) | C     | Renato Dini        |
|    | Italia (bandiera) | C     | Diego Fanin        |
|    | Italia (bandiera) | C     | Renato Fioravanti  |

| N. |                   | Ruolo | Calciatore            |
| -- | ----------------- | ----- | --------------------- |
|    | Italia (bandiera) | C     | Luigi Gigante         |
|    | Italia (bandiera) | C     | Federico Grieco       |
|    | Italia (bandiera) | C     | Osvaldo Mancuso       |
|    | Italia (bandiera) | C     | Matteo Porpora        |
|    | Italia (bandiera) | C     | Franco Raimondi       |
|    | Italia (bandiera) | A     | Luigi Amicarelli      |
|    | Italia (bandiera) | A     | Lorenzo Colpo         |
|    | Italia (bandiera) | A     | Costantino De Andreis |
|    | Italia (bandiera) | A     | Tullio Ghersetich     |
|    | Italia (bandiera) | A     | Giovanni Lavarino     |
|    | Italia (bandiera) | A     | Vincenzo Manzo        |
|    | Italia (bandiera) | A     | Lidio Massagrande     |
|    | Italia (bandiera) | A     | Alfredo Pastore       |

## Risultati

### Serie B

#### Girone di andata
| Salerno 19 settembre 1954 1ª giornata                           | Salernitana | 2 – 1 referto | Cagliari | Stadio Donato Vestuti |
| \| \| \| \| \| Fioravanti 46’, 65’ \| Marcatori \| 48’ Sanna \| |             |               |          |                       |
|                                                                 |             |               |          |                       |
| Fioravanti 46’, 65’                                             | Marcatori   | 48’ Sanna     |          |                       |

| Valdagno 26 settembre 1954 2ª giornata                                                                          | Marzotto Valdagno | 3 – 3 referto                        | Salernitana | Stadio dei Fiori |
| \| \| \| \| \| Marchetto 12’ De Prati 26’ Svorenich 88’ \| Marcatori \| 20’ Fragni 84’ Pastore 87’ Barchiesi \| |                   |                                      |             |                  |
| |                   |                                      |             |                  |
| Marchetto 12’ De Prati 26’ Svorenich 88’                                                                        | Marcatori         | 20’ Fragni 84’ Pastore 87’ Barchiesi |             |                  |

| Salerno 3 ottobre 1954 3ª giornata                                  | Salernitana | 0 – 3 referto                     | Padova | Stadio Donato Vestuti |
| \| \| \| \| \| \| Marcatori \| 2’ Stivanello 72’, 74’ Bonistalli \| |             |                                   |        |                       |
|                                                                     |             |                                   |        |                       |
|                                                                     | Marcatori   | 2’ Stivanello 72’, 74’ Bonistalli |        |                       |

| Pavia 10 ottobre 1954 4ª giornata                                                       | Pavia     | 4 – 1 referto  | Salernitana | Stadio Comunale |
| \| \| \| \| \| Cuzzoni 28’, 66’ Bertoni 80’ Perin 84’ \| Marcatori \| 22’ Fioravanti \| |           |                |             |                 |
|                                                                                         |           |                |             |                 |
| Cuzzoni 28’, 66’ Bertoni 80’ Perin 84’                                                  | Marcatori | 22’ Fioravanti |             |                 |

| Treviso 17 ottobre 1954 5ª giornata                        | Treviso   | 2 – 0 referto | Salernitana | Stadio Comunale |
| \| \| \| \| \| Pavanello 7’ Avedano 20’ \| Marcatori \| \| |           |               |             |                 |
|                                                            |           |               |             |                 |
| Pavanello 7’ Avedano 20’                                   | Marcatori |               |             |                 |

| Salerno 24 ottobre 1954 6ª giornata                           | Salernitana | 1 – 1 referto  | Arsenaltaranto | Stadio Donato Vestuti |
| \| \| \| \| \| Avallone 44’ \| Marcatori \| 43’ Stabellini \| |             |                |                |                       |
|                                                               |             |                |                |                       |
| Avallone 44’                                                  | Marcatori   | 43’ Stabellini |                |                       |

| Salerno 8 dicembre 1954 7ª giornata                             | Salernitana | 1 – 2 Recupero referto | Alessandria | Stadio Donato Vestuti |
| \| \| \| \| \| Dini 33’ \| Marcatori \| 55’ Marra 77’ Serone \| |             |                        |             |                       |
|                                                                 |             |                        |             |                       |
| Dini 33’                                                        | Marcatori   | 55’ Marra 77’ Serone   |             |                       |

| Monza 7 novembre 1954 8ª giornata                    | Monza     | 3 – 0 referto | Salernitana | Stadio "Città di Monza" |
| \| \| \| \| \| Macor 2’, 30’, 55’ \| Marcatori \| \| |           |               |             |                         |
|                                                      |           |               |             |                         |
| Macor 2’, 30’, 55’                                   | Marcatori |               |             |                         |

| Messina 14 novembre 1954 9ª giornata                                   | Messina   | 1 – 2 referto            | Salernitana | Stadio Giovanni Celeste |
| \| \| \| \| \| Orlandi 33’ \| Marcatori \| 55’ Avallone 77’ Pastore \| |           |                          |             |                         |
|                                                                        |           |                          |             |                         |
| Orlandi 33’                                                            | Marcatori | 55’ Avallone 77’ Pastore |             |                         |

| Salerno 21 novembre 1954 10ª giornata         | Salernitana | 0 – 1 referto | Como | Stadio Donato Vestuti |
| \| \| \| \| \| \| Marcatori \| 53’ Santoni \| |             |               |      |                       |
|                                               |             |               |      |                       |
|                                               | Marcatori   | 53’ Santoni   |      |                       |

| Arbitro: | Adami (Roma) |

|                                 |           |  |
| Carta 29’ Fraschini 43’ Gei 54’ | Marcatori |  |

| Salerno 19 dicembre 1954 12ª giornata                                               | Salernitana | 2 – 2 referto           | Legnano | Stadio Donato Vestuti |
| \| \| \| \| \| Avallone 6’ Barchiesi 68’ \| Marcatori \| 4’ Palmér 75’ Bercarich \| |             |                         |         |                       |
|                                                                                     |             |                         |         |                       |
| Avallone 6’ Barchiesi 68’                                                           | Marcatori   | 4’ Palmér 75’ Bercarich |         |                       |

| Vicenza 26 dicembre 1954 13ª giornata                               | Lanerossi Vicenza | 3 – 0 referto | Salernitana | Stadio Romeo Menti |
| \| \| \| \| \| Giaroli 64’ Campana 86’ Motta 90’ \| Marcatori \| \| |                   |               |             |                    |
|                                                                     |                   |               |             |                    |
| Giaroli 64’ Campana 86’ Motta 90’                                   | Marcatori         |               |             |                    |

| Salerno 2 gennaio 1955 14ª giornata                                                                      | Salernitana | 5 – 2 referto             | Verona | Stadio Donato Vestuti |
| \| \| \| \| \| Massagrande 6’, 68’, 74’ Fioravanti 29’, 54’ \| Marcatori \| 4’ Giovetti 75’ Maccacaro \| |             |                           |        |                       |
| |             |                           |        |                       |
| Massagrande 6’, 68’, 74’ Fioravanti 29’, 54’                                                             | Marcatori   | 4’ Giovetti 75’ Maccacaro |        |                       |

| Salerno 9 gennaio 1955 15ª giornata             | Salernitana | 1 – 0 referto | Modena | Stadio Donato Vestuti |
| \| \| \| \| \| Barchiesi 27’ \| Marcatori \| \| |             |               |        |                       |
|                                                 |             |               |        |                       |
| Barchiesi 27’                                   | Marcatori   |               |        |                       |

| Parma 23 gennaio 1955 16ª giornata                          | Parma     | 1 – 1 referto   | Salernitana | Stadio Ennio Tardini |
| \| \| \| \| \| Darin 22’ \| Marcatori \| 86’ Massagrande \| |           |                 |             |                      |
|                                                             |           |                 |             |                      |
| Darin 22’                                                   | Marcatori | 86’ Massagrande |             |                      |

| Salerno 30 gennaio 1955 17ª giornata                                              | Salernitana | 2 – 2 referto         | Palermo | Stadio Donato Vestuti |
| \| \| \| \| \| Fioravanti 3’ Lavarino 5’ \| Marcatori \| 32’ Vizia 82’ Maselli \| |             |                       |         |                       |
|                                                                                   |             |                       |         |                       |
| Fioravanti 3’ Lavarino 5’                                                         | Marcatori   | 32’ Vizia 82’ Maselli |         |                       |

#### Girone di ritorno
| Cagliari 6 febbraio 1955 18ª giornata                                    | Cagliari  | 1 – 1 referto  | Salernitana | Stadio Amsicora |
| \| \| \| \| \| Santagostino 50’ (rig.) \| Marcatori \| 62’ Ghersetich \| |           |                |             |                 |
|                                                                          |           |                |             |                 |
| Santagostino 50’ (rig.)                                                  | Marcatori | 62’ Ghersetich |             |                 |

| Salerno 13 febbraio 1955 19ª giornata                                                              | Salernitana | 4 – 1 referto | Marzotto Valdagno | Stadio Donato Vestuti |
| \| \| \| \| \| Fioravanti 54’ Ghersetich 55’, 68’ Massagrande 75’ \| Marcatori \| 90’ Sacchiero \| |             |               |                   |                       |
| |             |               |                   |                       |
| Fioravanti 54’ Ghersetich 55’, 68’ Massagrande 75’                                                 | Marcatori   | 90’ Sacchiero |                   |                       |

| Padova 20 febbraio 1955 20ª giornata | Padova | 0 – 0 referto | Salernitana | Stadio Silvio Appiani |

| Salerno 27 febbraio 1955 21ª giornata                                                                       | Salernitana | 4 – 3 referto              | Pavia | Stadio Donato Vestuti |
| \| \| \| \| \| Fioravanti 9’, 90’ Massagrande 47’ Gigante 54’ \| Marcatori \| 33’ Bertoni 58’, 85’ Perin \| |             |                            |       |                       |
| |             |                            |       |                       |
| Fioravanti 9’, 90’ Massagrande 47’ Gigante 54’                                                              | Marcatori   | 33’ Bertoni 58’, 85’ Perin |       |                       |

| Salerno 6 marzo 1955 22ª giornata                                                               | Salernitana | 2 – 2 referto                    | Treviso | Stadio Donato Vestuti |
| \| \| \| \| \| Amicarelli 4’ Ghersetich 37’ \| Marcatori \| 75’ (rig.) Belcastro 84’ Avedano \| |             |                                  |         |                       |
|                                                                                                 |             |                                  |         |                       |
| Amicarelli 4’ Ghersetich 37’                                                                    | Marcatori   | 75’ (rig.) Belcastro 84’ Avedano |         |                       |

| Taranto 13 marzo 1955 23ª giornata                               | Arsenaltaranto | 1 – 1 referto  | Salernitana | Stadio Valentino Mazzola |
| \| \| \| \| \| Veglianetti 32’ \| Marcatori \| 80’ Fioravanti \| |                |                |             |                          |
|                                                                  |                |                |             |                          |
| Veglianetti 32’                                                  | Marcatori      | 80’ Fioravanti |             |                          |

| Alessandria 20 marzo 1955 24ª giornata | Alessandria | 0 – 0 referto | Salernitana | Stadio Giuseppe Moccagatta |

| Salerno 3 aprile 1955 25ª giornata                    | Salernitana | 2 – 0 referto | Simmenthal-Monza | Stadio Donato Vestuti |
| \| \| \| \| \| Ghersetich 79’, 88’ \| Marcatori \| \| |             |               |                  |                       |
|                                                       |             |               |                  |                       |
| Ghersetich 79’, 88’                                   | Marcatori   |               |                  |                       |

| Salerno 10 aprile 1955 26ª giornata                                                          | Salernitana | 3 – 3 referto                | Messina | Stadio Donato Vestuti |
| \| \| \| \| \| Fanin 32’ Ghersetich 50’, 69’ \| Marcatori \| 29’ Quoiani 31’, 55’ Orlandi \| |             |                              |         |                       |
|                                                                                              |             |                              |         |                       |
| Fanin 32’ Ghersetich 50’, 69’                                                                | Marcatori   | 29’ Quoiani 31’, 55’ Orlandi |         |                       |

| Como 17 aprile 1955 27ª giornata | Como | 0 – 0 referto | Salernitana | Stadio Giuseppe Sinigaglia |

| Salerno 24 aprile 1955 28ª giornata             | Salernitana | 0 – 1 referto | Brescia | Stadio Donato Vestuti |
| \| \| \| \| \| \| Marcatori \| 77’ Gasparini \| |             |               |         |                       |
|                                                 |             |               |         |                       |
|                                                 | Marcatori   | 77’ Gasparini |         |                       |

| Legnano 1º maggio 1955 29ª giornata                              | Legnano   | 2 – 1 referto | Salernitana | Stadio di via Carlo Pisacane |
| \| \| \| \| \| Caprile 10’, 76’ \| Marcatori \| 5’ Fioravanti \| |           |               |             |                              |
|                                                                  |           |               |             |                              |
| Caprile 10’, 76’                                                 | Marcatori | 5’ Fioravanti |             |                              |

| Salerno 8 maggio 1955 30ª giornata                         | Salernitana | 0 – 3 referto            | Lanerossi Vicenza | Stadio Donato Vestuti |
| \| \| \| \| \| \| Marcatori \| 25’, 55’ Motta 36’ Testa \| |             |                          |                   |                       |
|                                                            |             |                          |                   |                       |
|                                                            | Marcatori   | 25’, 55’ Motta 36’ Testa |                   |                       |

| Verona 15 maggio 1955 31ª giornata               | Verona    | 0 – 1 referto  | Salernitana | Stadio Marcantonio Bentegodi |
| \| \| \| \| \| \| Marcatori \| 55’ Fioravanti \| |           |                |             |                              |
|                                                  |           |                |             |                              |
|                                                  | Marcatori | 55’ Fioravanti |             |                              |

| Modena 22 maggio 1955 32ª giornata                                             | Modena    | 3 – 0 referto | Salernitana | Stadio Comunale |
| \| \| \| \| \| Cabas 18’ Parodi 24’ Giammarinaro 79’ (rig.) \| Marcatori \| \| |           |               |             |                 |
|                                                                                |           |               |             |                 |
| Cabas 18’ Parodi 24’ Giammarinaro 79’ (rig.)                                   | Marcatori |               |             |                 |

| Salerno 5 giugno 1955 33ª giornata                             | Salernitana | 1 – 1 referto | Parma | Stadio Donato Vestuti |
| \| \| \| \| \| Massagrande 74’ \| Marcatori \| 82’ Vycpálek \| |             |               |       |                       |
|                                                                |             |               |       |                       |
| Massagrande 74’                                                | Marcatori   | 82’ Vycpálek  |       |                       |

| Vomero 12 giugno 1955 34ª giornata                                                        | Palermo   | 1 – 3 Campo neutro referto                  | Salernitana | Stadio della Liberazione |
| \| \| \| \| \| Turconi 74’ \| Marcatori \| 6’ Ghersetich 17’ Fioravanti 55’ Amicarelli \| |           |                                             |             |                          |
|                                                                                           |           |                                             |             |                          |
| Turconi 74’                                                                               | Marcatori | 6’ Ghersetich 17’ Fioravanti 55’ Amicarelli |             |                          |

## Statistiche

### Statistiche di squadra
| Competizione | Punti | In casa | In casa | In casa | In casa | In casa | In casa | In trasferta | In trasferta | In trasferta | In trasferta | In trasferta | In trasferta | Totale | Totale | Totale | Totale | Totale | Totale | DR  |
| Competizione | Punti | G       | V       | N       | P       | Gf      | Gs      | G            | V            | N            | P            | Gf           | Gs           | G      | V      | N      | P      | Gf     | Gs     | DR  |
| ------------ | ----- | ------- | ------- | ------- | ------- | ------- | ------- | ------------ | ------------ | ------------ | ------------ | ------------ | ------------ | ------ | ------ | ------ | ------ | ------ | ------ | --- |
| Serie B      | 32    | 17      | 6       | 6       | 5       | 30      | 28      | 17           | 3            | 7            | 7            | 14           | 28           | 34     | 9      | 13     | 12     | 44     | 56     | -12 |

### Statistiche dei giocatori
Fonte
| Giocatore      | Serie B  | Serie B | Serie B     | Serie B    |
| Giocatore      | Presenze | Reti    | Ammonizioni | Espulsioni |
| -------------- | -------- | ------- | ----------- | ---------- |
| L. Amicarelli  | 20       | 2       | ?           | ?          |
| M. Avallone    | 5        | 3       | ?           | ?          |
| N. Barchiesi   | 28       | 3       | ?           | ?          |
| C. Caracciolo  | 0        | -0      | ?           | ?          |
| G. Catarsi     | 34       | -56     | ?           | ?          |
| A. Cerrato     | 0        | -0      | ?           | ?          |
| L. Colpo       | 18       | 0       | ?           | ?          |
| G. Cori        | 11       | 0       | ?           | ?          |
| C. De Andreis  | 8        | 0       | ?           | ?          |
| A. De Filippo  | 0        | 0       | 0           | 0          |
| R. Dini        | 8        | 1       | ?           | ?          |
| D. Fanin       | 18       | 1       | ?           | ?          |
| R. Fioravanti  | 29       | 13      | ?           | ?          |
| D. Fragni      | 32       | 1       | ?           | ?          |
| E. Galletti    | 30       | 0       | ?           | ?          |
| T. Ghersetich  | 19       | 9       | ?           | ?          |
| L. Gigante     | 21       | 1       | ?           | ?          |
| F. Grieco      | 0        | 0       | 0           | 0          |
| G. Lavarino    | 4        | 1       | ?           | ?          |
| O. Mancuso     | 2        | 0       | ?           | ?          |
| V. Manzo       | 0        | 0       | 0           | 0          |
| L. Massagrande | 29       | 7       | ?           | ?          |
| A. Pastore     | 13       | 2       | ?           | ?          |
| M. Porpora     | 2        | 0       | ?           | ?          |
| F. Raimondi    | 32       | 0       | ?           | ?          |
| M. Tuccini     | 11       | 0       | ?           | ?          |